# Rio Aguán

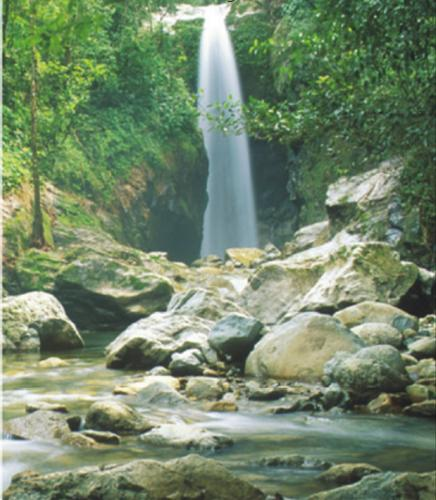
Fotografia do Rio Aguán.

O rio Aguán é um rio do norte de Honduras com 240 km de extensão.